# Tilesia
Tilesia es un género de plantas fanerógamas perteneciente a la familia de las asteráceas.   Comprende 5 especies descritas y de estas, solo 3 aceptadas.

## Taxonomía
El género fue descrito por Georg Friedrich Wilhelm Meyer y publicado en Primitiae Florae Essequeboensis . . . 251. 1818. La especie tipo es Tilesia capitata G. Mey. 

## Especies aceptadas
A continuación se brinda un listado de las especies del género Tilesia aceptadas hasta julio de 2012, ordenadas alfabéticamente. Para cada una se indica el nombre binomial seguido del autor, abreviado según las convenciones y usos.
- Tilesia baccata (L.) Pruski
- Tilesia macrocephala (H.Rob.) Pruski
- Tilesia spilanthoides Griseb.